# (7416) Linnankoski
(7416) Linnankoski (1990 WV4) – planetoida z pasa głównego asteroid okrążająca Słońce w ciągu 3,63 lat w średniej odległości 2,36 j.a. Odkryta 16 listopada 1990 roku.